# Thomas Stengaard
Thomas Stengaard Petersen är en dansk låtskrivare.

## Kompositioner
- Only Teardrops med Emmelie de Forest (skriven tillsammans med Julia Fabrin Jakobsen och Lise Cabble).

- 2021 – Adrenalina med Senhit feat Flo Rida (skriven tillsammans med Chanel Tukia, Joy Deb, Linnea Deb, Malou Linn Eloise Ruotsalainen, Senhit Zadik Zadik, Silvertone, Suzy P, Jimmy Thörnfeldt och Dillard Tramar).[1]

- 2021 – El Diablo med Elena Tsagrinou (skriven tillsammans med Cleiton Sia, Laurell Barker och Jimmy Thörnfeldt).[2]

- 2021 – Jag är kvar (skriven tillsammans med Gavin Jonas och Axel Schylström).[3]
- 2022 – Fade to Black (skriven tillsammans med Andreas Stone Johansson, Anderz Wrethov, Sebastian Schub).
- 2023 – Break a Broken Heart (skriven tillsammans med Jimmy Jansson, Jimmy Thörnfeldt, Marcus Winther-John).
- 2024 – We Will Rave (skriven tillsammans med Anderz Wrethov, Jimmy Thörnfeldt, Julie Aagaard).
- 2025 – What the Hell Just Happened? med Remember Monday (skriven tillsammans med Billen Ted, Charlotte Steele, Holly Hull, Julie Aagaard, Lauren Byrne).

### Melodifestivalbidrag
| MF   | Låt          | Artist          | Text/musik                                                                     | Anmärkning                           |
| ---- | ------------ | --------------- | ------------------------------------------------------------------------------ | ------------------------------------ |
| 2022 | "The End"    | Angelino        | Julie Aagaard, Angelino Markenhorn, Thomas Stengaard och Melanie Wehbe.        | Deltävling 4: Placering 5 - Utslagen |
| 2023 | "Now I Know" | Tennessee Tears | Tilda Feuk, Jonas Hermansson, Thomas Stengaard och Anderz Wrethov              | Deltävling 2                         |
| 2023 | "Sober"      | Laurell         | Laurell Barker, Andreas "Stone" Johansson, Thomas Stengaard och Anderz Wrethov | Deltävling 3                         |